# Acefalie
Acefalia (din gr. „a" - "fără" și "kephale" - "cap") reprezintă lipsa capului la unele animale inferioare (de exemplu, la scoici) sau o monstruozitate congenitală, incompatibilă cu viața, constând în lipsa capului la făt.
Acest articol conține text din Dicționarul enciclopedic român (1962-1966), aflat acum în domeniul public.